# Vila Buarque
Vila Buarque é um bairro de São Paulo localizado parte no distrito da Consolação, parte no distrito da República, parte no distrito da Santa Cecília na região central da capital paulista. É administrado pela Prefeitura Regional da Sé. Logradouros: ruas Maria Antônia, Major Sertório, General Jardim, Marquês de Itu, Dr. Vila Nova, Dr. Cesário Motta Júnior, Cunha Horta, Maria Borba, Amaral Gurgel, Rego Freitas, Bento Freitas, Santa Isabel e praça Rotary. É o bairro onde se localizam a Santa Casa de Misericórdia de São Paulo e a Faculdade de Ciências Médicas da Santa Casa de São Paulo.

## História
O nome "Vila Buarque" é uma homenagem à família Buarque de Macedo e especialmente a Manuel Buarque de Macedo, que teve importante papel no desenvolvimento urbano da região. Os logradouros da Vila Buarque frequentemente homenageiam figuras históricas e escritores, refletindo a rica herança cultural do bairro.
As sesmarias, um sistema de concessão de terras instituído pelos portugueses no século XIV, foram criadas para distribuir terras gratuitamente aos chamados "homens bons", com o objetivo de evitar invasões e incentivar o povoamento. Foi nesse contexto que as extensas áreas de chácara começaram a surgir em São Paulo, moldando a paisagem que daria origem a bairros como a Vila Buarque.
No século XIX, a família Arouche, herdeira de várias dessas sesmarias, recebeu diversas chácaras durante a divisão familiar. Esse território englobava o atual distrito da República e a região conhecida como Chácara do Arouche, abrangendo desde o Largo do Arouche até a Santa Casa de Misericórdia. O general José Arouche de Toledo Rendon, um importante membro da família, cultivava chá nessas terras, uma plantação bastante conhecida na época. Após seu falecimento em 1834, o terreno foi legado à sua filha, Maria Benedita, e, posteriormente, herdado por outros parentes próximos até chegar nas mãos de Antônio Pinto do Rego Freitas e Maria Thereza Rodrigues Freitas.
Em 26 de novembro de 1887, antes de vender a chácara, Maria Thereza apresentou à Câmara de Vereadores um requerimento acompanhado da planta da área, buscando a aprovação do loteamento da antiga Chácara do Arouche, já dividida em ruas e lotes. No documento, ela pediu a preservação dos nomes atribuídos às ruas. Em 26 de dezembro de 1887, a Câmara de Vereadores deferiu o pedido de loteamento, e os nomes das ruas foram ratificados pelo prefeito Washington Luís em 1914.
Entre 1890 e 1940, São Paulo vivenciou um crescimento populacional explosivo, aumentando sua população quase 22 vezes. Essa rápida urbanização, impulsionada pelos interesses da iniciativa privada e com pouca intervenção pública, resultou em serviços públicos ineficientes, como pavimentação, coleta de lixo e esgoto. Durante esse período, os cortiços se tornaram uma solução habitacional comum, especialmente após a abolição da escravatura, quando muitos negros passaram a residir em casarões no centro.
Em 1900, a introdução dos bondes elétricos tentou atender à crescente demanda de transporte urbano, mas não foi suficiente para quem residia longe de áreas como Barra Funda, Bom Retiro, Vila Buarque e outras. Muitos trabalhadores começaram a morar em casarões nesses bairros, muitos dos quais foram construídos pelas próprias indústrias.
Inaugurada em dezembro de 1929 a Sinagoga Beth-El (em hebraico, "casa de Deus") foi a primeira grande sinagoga da comunidade judaica da cidade de São Paulo, no Brasil. A construção foi financiada por diversas famílias judaicas de São Paulo, em apoio a uma iniciativa de Salomão Klabin, apresentando singulares características de arquitetura uma característica arquitetônica singular (possui sete lados). O prédio é também sede do Museu Judaico, que dedicado à divulgação da cultura judaica. A primeira reza no local foi realizada em 1932.
Na década de 1930, a Vila Buarque já estava plenamente desenvolvida, como mostra o mapa topográfico do Município de São Paulo feito pela empresa Sara Brasil em 1930. A quadra da praça Rotary, por exemplo, era dividida entre um grande lote com uma construção cercada por jardim, a chácara de Luís Rodolfo Miranda, e várias construções menores.
Nos anos 1940, essa quadra foi desapropriada para abrigar equipamentos culturais municipais durante o governo de Prestes Maia (1938-1945). Em 1945, a Biblioteca Municipal Infantil Monteiro Lobato ocupou a antiga casa de Luís Rodolfo Miranda. A modernização do bairro continuou quando, em 1950, o restante da quadra foi demolido para dar lugar a uma construção moderna, projetada por Hentz Gorhan, destinada a abrigar a nova biblioteca. Com a conclusão da nova sede, o município demoliu a antiga casa para edificar um teatro moderno.
O desenvolvimento do bairro e de outros adjacentes, como Santa Cecília e Higienópolis, foi fruto do processo migratório das classes mais abastadas, que começavam a sair do centro da cidade ou até mesmo do isolamento das fazendas. Até a década de 1940, a região possuía espaçosas casas, que depois deram lugar a edifícios de classe média.
O Teatro Infantil Leopoldo Fróes, inaugurado em setembro de 1952, foi ligado à biblioteca por uma marquise sustentada por delgados pilares cilíndricos, lembrando a marquise do Parque Ibirapuera. Contudo, em junho de 1973, o jornal Folha de S.Paulo anunciou a demolição do teatro para a construção de um ambicioso Centro Municipal de Arte. Apesar da demolição, o centro nunca foi construído, deixando um vazio na paisagem cultural do bairro. A partir de 1960, a Vila Buarque passou por um novo ciclo de expansão, especialmente na região do Largo do Arouche, onde surgiram diversas boates, consolidando-se como um bairro vibrante e dinâmico.
Um dos points da bossa nova em São Paulo ficava no bairro: o Juão Sebastião Bar, que ficava na Rua Major Sertório, 772 (no porão do casarão) onde atualmente é a Pizzaria Veridiana; entre a UNE – União Nacional de Estudantes e a Universidade Mackenzie, esse lendário bar viu apresentações de Carlos Lyra, João Gilberto, Cesar Camargo Mariano, Arthur Moreira Lima, Billy Blanco, Lúcio Alves, Elza Soares, Vinicius de Moraes e Tom Jobim. A vocação cultural da Vila Buarque permanece, em endereços como o antológico Teatro Anchieta e o Teatro de Arena.
Cortada pelo Minhocão, a Vila sofreu com a degradação do centro de São Paulo na década de 1970. Esse período de transformação culminou com a inauguração do Minhocão em 25 de janeiro de 1971. Paulo Maluf, então prefeito, anunciou em 1969 a construção desta "maior obra em concreto armado de toda a América Latina", que se sobrepunha a vias da região central, ligando as zonas leste e oeste sem semáforos, agilizando o trajeto para, previa-se, 12 mil veículos ao dia. O elevado, que marcaria a primeira gestão de Maluf como prefeito, foi nomeado em homenagem ao general Costa e Silva, segundo presidente da ditadura. Contudo, desde antes da inauguração, a estrutura já era conhecida simplesmente como o Minhocão, um apelido que resumia a mistura de fascínio e repulsa que a cidade nutria por essa obra de concreto.
O elevado, que marcaria a primeira gestão de Maluf como prefeito, foi nomeado em homenagem ao general Costa e Silva, segundo presidente da ditadura. Contudo, desde antes da inauguração, a estrutura já era conhecida simplesmente como o Minhocão, um apelido que resumia a mistura de fascínio e repulsa que a cidade nutria por essa obra de concreto. Atualmente é chamado de Elevado Presidente João Goulart.
Inicialmente visto como um símbolo de modernidade, o Minhocão rapidamente perdeu seu encanto, e medidas foram adotadas para mitigar seus efeitos negativos. Em 1976, passou a ser fechado de 0h a 5h, na tentativa de reduzir acidentes e amenizar os incômodos causados à vizinhança. Desde 2014, a dualidade entre repulsa e fascínio tem dividido os moradores nos debates públicos, após a decisão inserida no Plano Diretor que prevê a desativação do elevado, seja por desmonte ou transformação em parque. Essa controvérsia continua a moldar a relação entre a estrutura e a cidade, refletindo as complexas dinâmicas urbanas de São Paulo.

## Atualidade
Vila Buarque, um bairro de significativa importância para São Paulo, destaca-se por sua localização central e sua rica contribuição para a cultura e história da cidade. Esse bairro é um verdadeiro ponto de convergência, abrigando uma diversidade de atividades culturais, educacionais e comerciais. Instituições de ensino renomadas, teatros e livrarias atraem um público diversificado, consolidando a Vila Buarque como um núcleo vibrante no coração da metrópole. O bairro é classificado pelo CRECI como "Zona de Valor C", assim como outros bairros da capital como Santana, Tatuapé e Barra Funda.
Além disso, a Vila Buarque abriga importantes instituições como a Escola da Cidade, o SESC Consolação, o Centro Universitário Maria Antônia (localizado no antigo prédio da FFCL-USP), a Fundação Escola de Sociologia e Política de São Paulo, e o Teatro Aliança Francesa. O bairro também é sede do Tribunal de Justiça Militar do Estado de São Paulo, do escritório do renomado arquiteto Paulo Mendes da Rocha, vencedor do Prêmio Pritzker em 2006, e da Biblioteca Monteiro Lobato. Esses locais não apenas enriquecem o tecido cultural e educacional da Vila Buarque, mas também atraem um público diversificado que contribui para a vitalidade e o dinamismo do bairro.

### Cecibus e Santa Cecilers
O termo "Santa Ceciliers" foi cunhado pelo jornalista Marcos Candido, que observou um grupo no Facebook onde moradores de Vila Buarque e Santa Cecília se reuniam, originalmente se autodenominando "Cecibus" (Ceci: de Cecília + Bus: de Buarque). Esse grupo exibia uma série de características em comum, como o amor por bicicletas, samambaias, pets de pequeno porte, e um espírito de comunidade que incluía a troca de discos, móveis e livros.
A reportagem que destacou os "Santa Ceciliers" teve um impacto significativo quando publicada em janeiro, gerando discussões e análises em outras plataformas de mídia como Buzzfeed Brasil e UOL. Durante o Carnaval, a influência dos "Santa Ceciliers" foi vista nas ruas, com foliões fantasiados incorporando elementos como samambaias e camisetas do Belchior. O termo se enraizou na cultura local, inspirando desde decoração de interiores até a abertura de uma pousada no bairro e o lançamento de produtos como a cachaça "Santa Ceciliers".

### Gentrificação
O mercado imobiliário da Vila Buarque é notavelmente diversificado, combinando edifícios residenciais antigos com novos empreendimentos comerciais. Esse cenário atrai tanto jovens profissionais quanto famílias que buscam a conveniência de uma localização central, com fácil acesso a uma rica oferta cultural e educacional. A valorização dos imóveis na Vila Buarque reflete sua crescente popularidade, consolidando-a como um dos locais mais desejados para se viver na área central de São Paulo.
Recentemente, a Vila Buarque tem ganhado destaque na mídia como um bairro em transformação, com um ressurgimento cultural e econômico notável. Reportagens têm enfatizado a revitalização de espaços públicos e a abertura de novos estabelecimentos comerciais, como cafés, bares e lojas independentes, que contribuem para o dinamismo local. A presença de projetos culturais e eventos também reforça a imagem do bairro como um centro vibrante de criatividade e inovação.
Espremida entre Higienópolis, Santa Cecília, Consolação e República, a Vila Buarque conta com diversos edifícios que passaram por retrofit e tem ganhado nova vida com a chegada de novos empreendimentos e moradores, especialmente jovens estudantes. O bairro oferece a proximidade com duas estações de metrô (República e Santa Cecília), o shopping Higienópolis e uma rede de comércio renovada que atende ao perfil mais recente de seus habitantes. "A chegada de jovens trouxe blocos de Carnaval, atividades sobre o Minhocão, restaurantes e cafés. Ainda falta um pouco de reconhecimento da existência do bairro. Muita gente que mora na Vila Buarque ainda diz que mora em Santa Cecília", comenta Letícia Spindola, produtora cultural de 30 anos que vive no bairro há quatro anos.
O valor dos imóveis na Vila Buarque supera o de bairros considerados mais nobres do centro, como a Aclimação, onde o preço médio do metro quadrado é de R$ 11.672 para unidades com dois dormitórios. A chegada de prédios destinados a classes mais altas, como o recém-lançado Genuíne Higienópolis da Think Construtora, tem contribuído para a valorização da região.
Nos últimos anos, a Vila Buarque tem passado por um processo de recuperação, adquirindo ares culturais e boêmios. Esse fenômeno está relacionado a endereços que continuam a atrair pessoas para o local, desempenhando um papel vital na manutenção de sua vitalidade, como o Instituto de Arquitetos do Brasil (IAB), a Biblioteca Monteiro Lobato e a Santa Casa. Jovens empreendedores, atraídos por preços convidativos, estabeleceram novos bares, cafés e restaurantes em ambientes modernos.

### Reduto hipster
Associada frequentemente à cena hipster de São Paulo, a Vila Buarque atrai um público jovem e criativo que valoriza a autenticidade, a cultura alternativa e práticas sustentáveis. O bairro é conhecido por sua atmosfera boêmia e acolhedora, oferecendo uma variedade de espaços que promovem a interação social e a expressão artística, desde brechós e cafeterias descoladas até galerias de arte e espaços de coworking. Historicamente ocupado por camadas médias e superiores da população paulistana, nas últimas décadas o bairro tem experimentado um afluxo de novos moradores hipsters, jovens de alto poder aquisitivo ligados a atividades criativas e alinhados a um espectro político mais progressista. Esse fenômeno contraria a tendência histórica de deslocamento das elites para longe do centro e reflete como referências globais de consumo e estilos de vida se manifestam no contexto local.
Nas ruas do bairro, circula hoje uma turma estilosa, de mulheres descoladas a homens barbudos e tatuados, com “uniformes” de camiseta básica, jeans e sneakers, óculos de lentes redondas ou armações de acrílico, vistos em quase todas as esquinas.